# Pałac w Laskowicach Oławskich
Pałac w Laskowicach Oławskich – zabytkowy pałac w mieście Jelcz-Laskowice, przy ul. Witosa 24.
Neorenesansowy pałac wybudowany w 1886 na planie czworoboku; w fasadzie ryzalitem z głównym wejściem w portyku (ganku filarowym) podtrzymującym balkon. powstał w miejscu wcześniejszej mniej okazałej budowli. Nad bocznym wejściem znajduje się herb z datą MDCCCLXIX - 1869. Obiekt nie uległ zniszczeniu podczas wojen światowych. Po ostatniej - był filią Instytutu Uprawy, Nawożenia i Gleboznawstwa w Puławach. Obecnie jest siedzibą Urzędu Miasta i Gminy. Pałac otoczony jest parkiem o powierzchni 6 hektarów z bogatym kilkusetletnim drzewostanem.

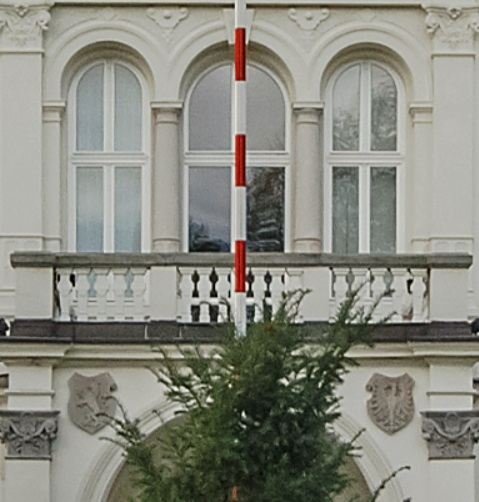
Portyk z herbami
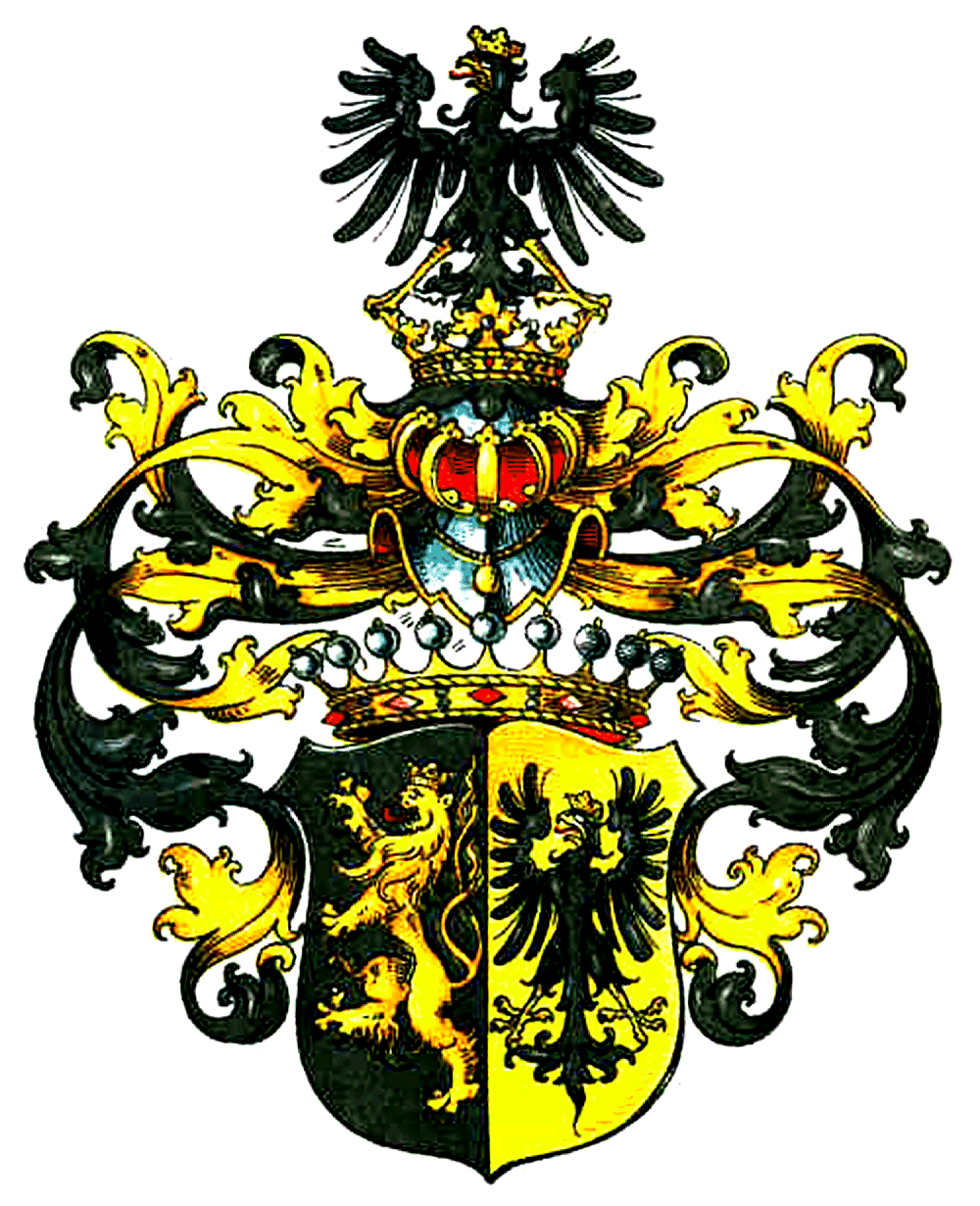
Herb Saurma-Jeltsch